# Daoistische Mystik
Daoistische Mystik bezieht sich auf eine spezifisch östliche Mystik des Daoismus, im Gegensatz zu einem Mystik-Begriff westlicher Prägung.
Daoistische Mystik stellt sich als religiöse Suche dar, die einen bestimmten Zustand der Einheit und Vereinigung anstrebt, alte Konzepte abwirft und auf neue Einsichten hinzielt. Zu diesem Zweck werden bestimmte Bemühungen unternommen. Es handelt sich bei diesen Bemühungen um einen Prozess, der dazu führen soll, dass der Adept ein kosmisches Selbst verwirklicht. Das kosmische Selbst wird als vollkommen eins mit dem Dao angesehen, als begierdelos, wunschlos und emotionslos, als integrierte, neue Persönlichkeit, die trotzdem menschlicher ist als die alte Persönlichkeit.
Dieses kosmische Selbst wird traditionell als Erlangung der Unsterblichkeit bezeichnet, die einen Zustand meint, in dem der Adept Transzendenz in einem daoistischen Paradies erreicht und in einem der daoistischen Himmel als himmlischer Beamter dient. Gleichzeitig meint es einen irdischen Zustand, in dem der Adept eine große innere und geistige Ruhe und einen Zustand der Heiligkeit verwirklicht.
Die Persönlichkeit soll sich in diesem Zustand auflösen und ein Abbild des Kosmos, ein Teil des Dao, des Ursprungsqi und Ursprungsgeistes werden, sowohl körperlich als auch geistig. Dies soll dazu führen, dass man so lange lebt wie Himmel und Erde, d. h., die wahre Unsterblichkeit erreicht.
Der Daoismus umfasst zwei unterschiedliche Arten der Unsterblichkeit. Die eine wird als ekstatisch angesehen, die andere als enstatisch, beide sind jedoch verbunden.
Das ekstatische Modell ist mit Schamanismus und dem sog. mystischen Flug verbunden, sieht sein Ziel darin, lichter zu werden, und bezieht sich mehr auf psychologische Aspekte, während die Enstase sich mehr auf das Physische bezieht, in Begriffen von Fülle, Stabilität und Ruhe denkt, die Vereinigung mit der Einheit anstrebt und auf das Dunkle und Unbewusste bezogen ist.
In der Geschichte des Daoismus gibt es drei Typen von Mystik: Die des Daodejing, die des Zhuangzi und die der Shangqing-Schule.
Die Tradition des Daodejing ist verbunden mit dem Yijing und vielen auf diese beiden bezogenen Schriften. In diesem ekstatischen Modell werden physische Übungen bevorzugt und Quietismus und Konzentration praktiziert. Der Körper als Mikrokosmos soll sich den Rhythmen des Universums anpassen, die Ordnung des eigenen Selbst wird der Ordnung der Welt gleichgesetzt und bildet ihre Voraussetzung, Wuwei wird praktiziert und Heiligkeit besteht darin, eine Reinheit von kosmischen Dimensionen zu erreichen, und in Ruhe und Stille eine Einheit herzustellen zwischen Selbst, Welt und dem Dao.
Im Zhuangzi und bei dessen Nachfolgern ist eine ekstatische Mystik vorherrschend. Hier wird mehr Wert gelegt auf intellektuelle und geistige Praktiken, d. h., Meditation in Form von Zuowang (Sitzen in Selbstvergessenheit), Xinzhai (Fasten des Herz-Geistes) und Guan (Beobachtung). Diese Praktiken sind denen des Buddhismus verwandt und haben später auch den Buddhismus in China stark beeinflusst, besonders im Chan. Die Annahmen, die diesen Praktiken zugrunde liegen, sind, dass aufgrund der Entwicklung des Bewusstseins die ursprüngliche Einheit mit dem Dao verloren gegangen ist, und deshalb eine umfassende Restrukturierung des Bewusstseins, die man auch als "Chaotifizierung" verstehen kann, stattfinden muss.
Im Shangqing-Daoismus liegen Praktiken vor, die auf älteren schamanistischen Praktiken basieren, wie z. B. Visualisierungen und visionäre Reisen durch den Kosmos und den Himmel, die dazu führen sollen, dass der Adept eine kosmische Einheit verwirklicht und sich an die Rhythmen des Kosmos und seine Bewegungen anpasst. Nach diesem Prozess wird der Adept eins mit der Axis Mundi und dem Sternbild des Großen Bären, der als Zentrum und Kontrollinstanz des Kosmos angesehen wird. Deshalb erlangt der Shangqing-Adept eine dauerhafte Residenz unter den Sternen.
Ab der Tang-Zeit wurden diese drei Modelle zu einem verschmolzen, so dass nun zuerst physische Übungen praktiziert wurden, dann Übungen des Bewusstseins und als letztes die Transzendierung der Welt und Erlangung eines Sitzes in den Himmeln stattfand. Dieses Stufenmodell wurde dann von der Neidan-Richtung übernommen, wo es die Basis der Neidan-Praxis bildete.
Durch Neidan wurde die daoistische Mystik bis heute überliefert und wird heutzutage noch praktiziert, z. B. in Klöstern und im Qigong, häufig jedoch in einer reduzierten und auf das Medizinische ausgerichteten Form.